# Сенанк (аббатство)
Сена́нк (фр. Sénanque) — цистерцианское аббатство во Франции, в Провансе. Монастыри Сенанк, Тороне и Сильвакан — три наиболее известных цистерцианских аббатства Прованса и часто называются «три провансальские сестры» (фр. trois sœurs provençales). Монастырь основан в 1148 году.

## История

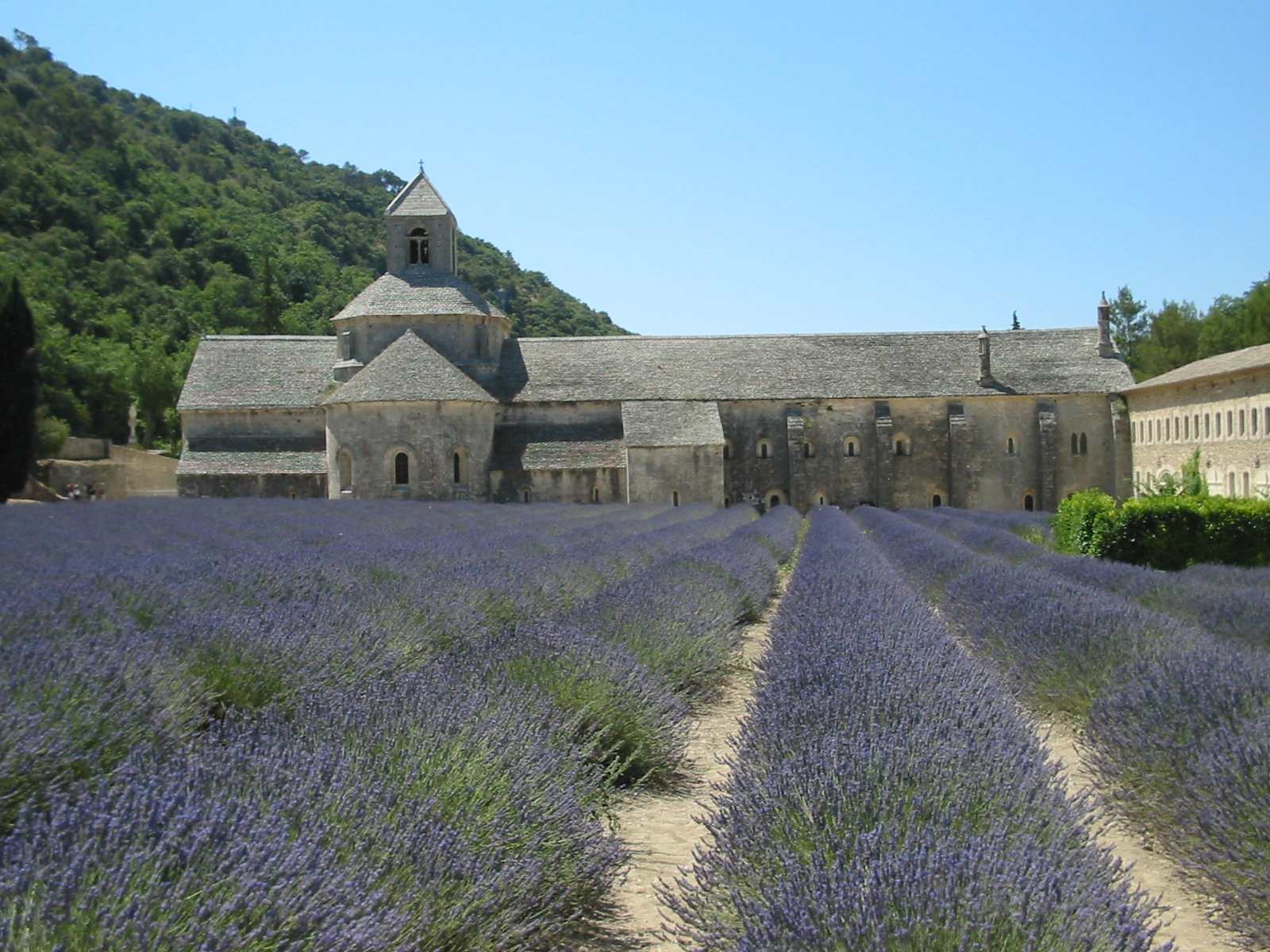
Вид на монастырь с севера. Перед ним — поля лаванды

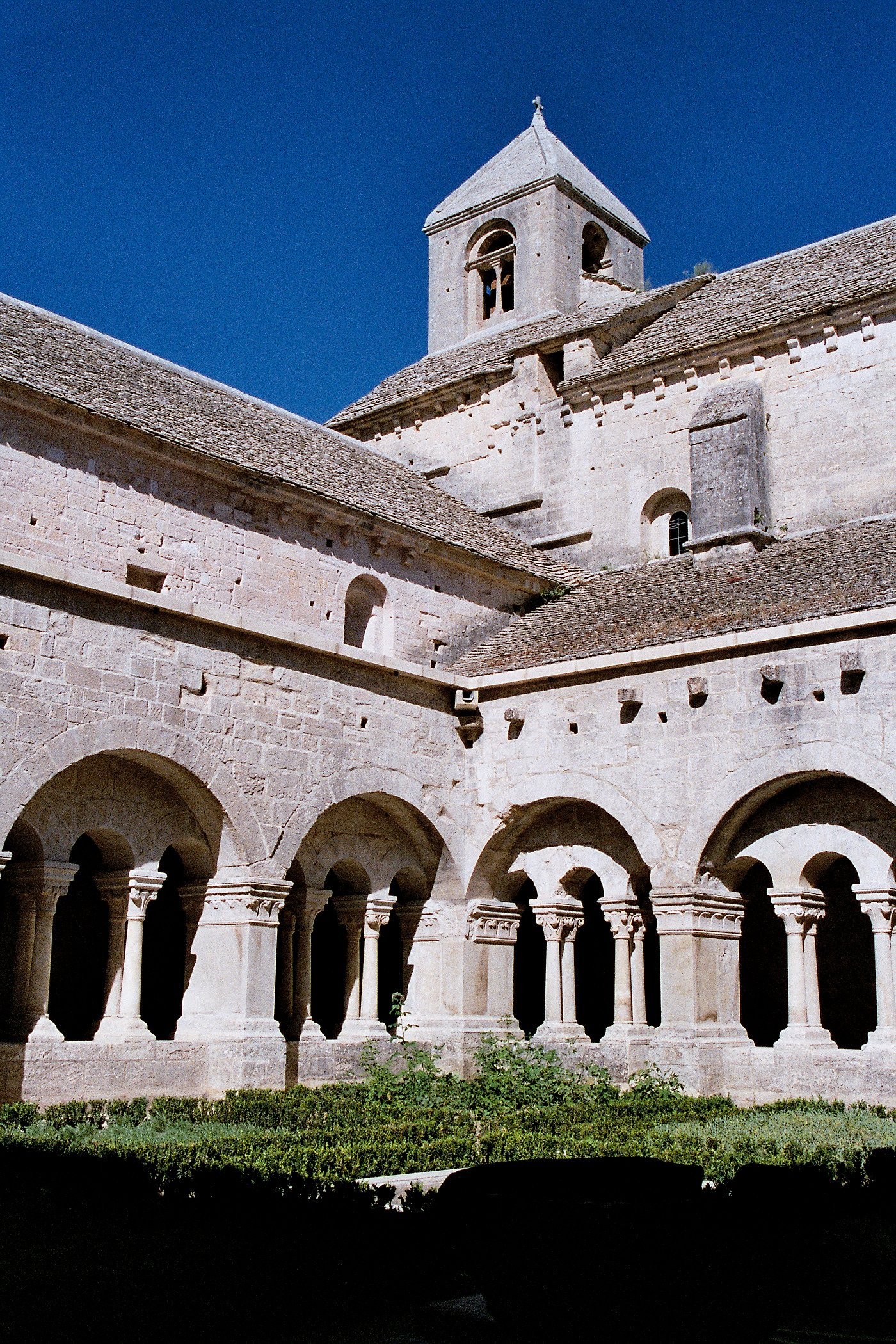
Клуатр

Орден цистерцианцев был основан святым Робертом Молемским в 1098 году, как орден строгого соблюдения устава святого Бенедикта. До 1113 года единственным монастырём цистерцианцев оставался Сито (фр. Cîteaux, лат. Cistercium), давший ордену название. Начиная с 20-х годов XII века орден испытал бурное развитие.
Монастырь Сенанк был основан в 1148 году. Он принадлежит к ветви Сито, первого цистерцианского монастыря и имеет 4-й уровень (Сито — Боннево — Мазан — Сенанк). Инициатором основания был епископ города Кавайон по имени Альфан. Призыв епископа поддержали монахи монастыря Мазан, основавшие новую обитель в узкой долине речки Сенанколь приблизительно в 15 километрах к северо-востоку от Кавайона.
Аббатство быстро росло, вскоре оно уже само основывало дочерние монастыри. Монастырская церковь начала строиться сразу после основания монастыря и была освящена в 1178 году. В XIII и XIV веках монастырь достиг апогея своего развития. Было возведено большинство строений монастыря, за его пределами сенанкское аббатство владело 4 мельницами, семью зернохранилищами и большими земельными угодьями. Постепенный упадок монастыря начался с XVI века. С 1509 году Сенанк стал существовать в режиме комменды, то есть аббаты стали не избираться братией, а назначаться светскими властителями. Во время религиозных войн во Франции XVI века монастырь был разграблен гугенотами, число насельников монастыря сократилось до десятка. В период Великой французской революции монастырь был закрыт и продан частным владельцам.
В 1854 году Сенанк был вновь выкуплен цистерцианской общиной, жившей в монастыре до 1903 года, когда она покинула Сенанк и присоединилась к общине Леринского аббатства. В 1921 году Сенанк получил статус памятника национального исторического наследия. В 1988 году небольшая монашеская община (насчитывающая в начале XXI века шесть человек) вновь поселилась в монастыре. Монахи Сенанка административно подчинены Леринскому аббатству, занимаются выращиванием лаванды и содержат пасеку.

## Архитектура

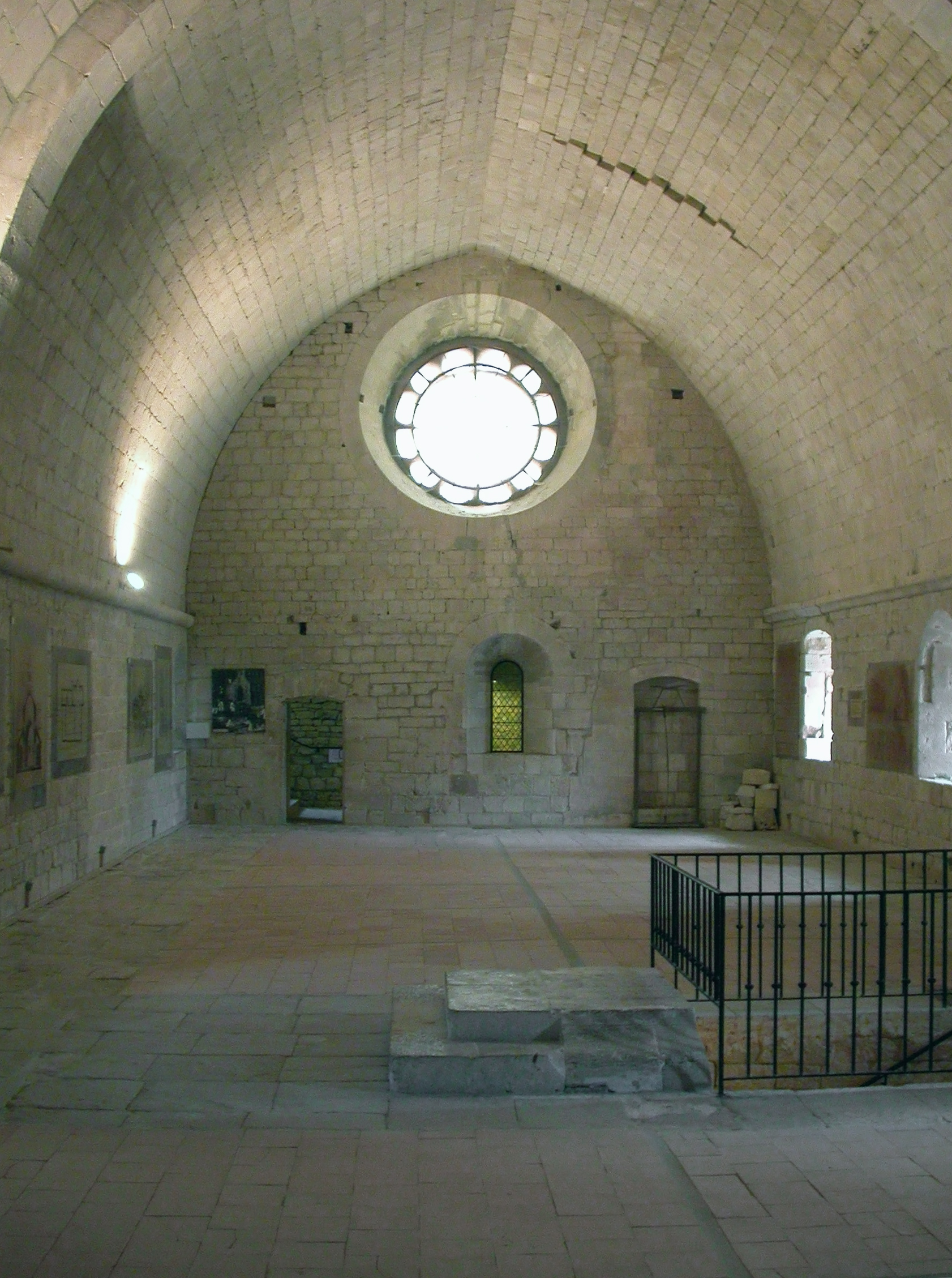
Дормиторий

Церковь аббатства имеет форму латинского креста, апсида церкви выступает за пределы монастырских стен. Поскольку узкий каньон, в котором находится монастырь, расположен в направлении север-юг, в этом же направлении сориентирована и церковь вместо более традиционного запад-восток.
В Сенанке хорошо сохранились средневековые постройки (XIII—XIV века), представляющие собой хороший пример романской монастырской архитектуры — клуатр, дормиторий, зал капитулов, скрипторий. Скрипторий был единственным отапливаемым помещением монастыря. Трапезная монастыря относится к более позднему времени (XVII век).
Возможно посещение монастыря в составе организованных экскурсий. Монастырь предоставляет возможность частным лицам провести здесь некоторое время в молитве и уединении.